# 과천 푸르지오 라비엔오
과천 푸르지오 라비엔오(영어: Gwacheon PRUGIO Labienhaut)는 대한민국 경기도 과천시 갈현동에 위치한 아파트다.

## 같이 보기
- 과천시의 마천루 목록